# Навітряна протока

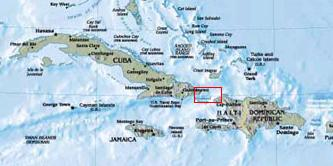
Розташування Навітряної протоки позначене червоним прямокутником

19°59′17″ пн. ш. 73°47′59″ зх. д. / 19.98806° пн. ш. 73.79972° зх. д.
Навітряна протока — протока між островами Куба і Гаїті. Ширина 77 км, максимальна глибина 1700 м. Сполучає Атлантичний океан із Карибським морем та є прямою дорогою між Панамським каналом та східним морським кордоном США. У південно-західній частині переходить у Ямайську протоку.
Зі східного краю провінції Гуантанамо на Кубі можна розгледіти вогні в департаменті Норд-Оуест на Гаїті і навпаки.